# Moiré styrien
Pour les articles homonymes, voir Moiré.
Erebia stirius
Espèce
Le Moiré styrien (Erebia stirius) est un lépidoptère appartenant à la famille des Nymphalidae, à la sous-famille des Satyrinae et au genre Erebia.

## Dénomination
Erebia stirius a été nommé par Jean-Baptiste Godart en 1824.

### Noms vernaculaires
Le Moiré styrien se nomme Styrian Ringlet en anglais et Weißkernaugen-Mohrenfalter en allemand.

### Sous-espèces
Erebia stirius kleki Lorković, 1955 ; en Croatie.

## Description
Le Moiré styrien est un petit papillon marron foncé à bande postdiscale orange avec deux ocelles geminés pupillés de blanc à l'apex de l'aile antérieure et trois ocelles pupillés de blanc aux postérieures dans la bande postdiscale orange entrecoupée par les nervures.
Le revers de l'aile antérieure est roux bordé de brun avec ses deux ocelles géminés pupillés de blanc à l'apex  alors que le revers des postérieures est marron pour le mâle, gris clair chiné pour la femelle, les deux avec trois petits ocelles pupilles de blanc en ligne postdiscale.

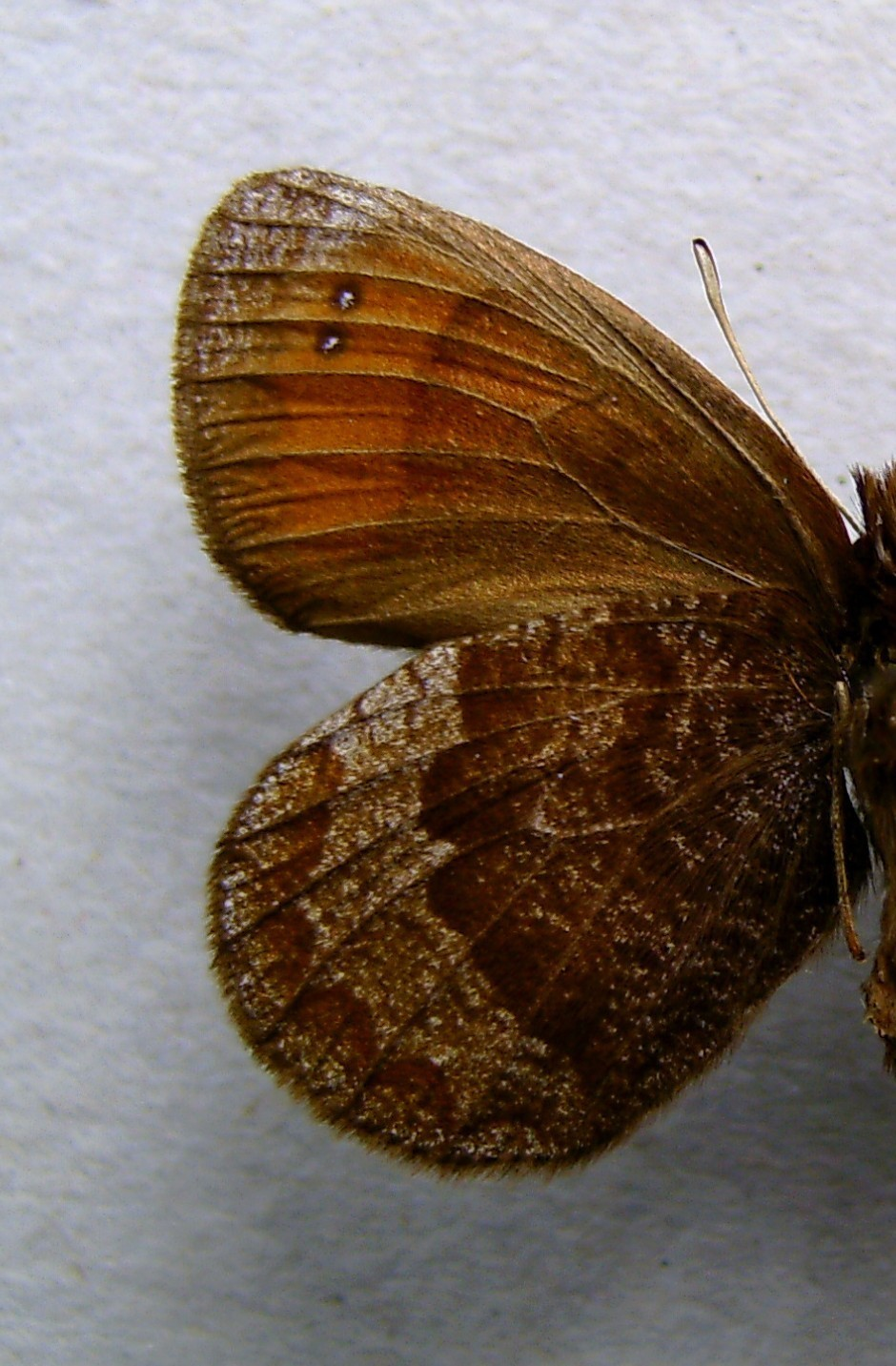
revers

## Biologie

### Période de vol et hivernation
L'imago vole de fin juin à début septembre suivant l'altitude.

### Plantes hôtes
Les plantes hôtes des chenilles sont Poa alpina et Sesleria caerulea,.

## Écologie et distribution
Il est présent dans les Alpes dans le nord-est de l'Italie, le sud-est de l'Autriche, l'ouest de la Slovénie et le nord-ouest de la Croatie.

### Biotope
Il réside sur les pentes rocheuses herbues.

### Liens taxonomiques
- (en) Tree of Life Web Project : Erebia stirius
- (en) Catalogue of Life : Erebia stirius Godart 1823
- (en) Fauna Europaea : Erebia stirius (Godart, 1824) (consulté le 21 mars 2023)